# Гальже
Гальже (чеш. Halže, нем. Hals) — село в районе Тахов Пльзенского края Чешской Республики, расположено недалеко от города Тахова. Проживает около 940 жителей.
Природная западная граница образована Шумавой. Гальже является идеальной точкой отправления для поездки в Шумаву и находится всего в нескольких километрах на юго-востоке от спа-курорта Марианске-Лазне.

## История
Впервые Гальже было упомянуто в письменных документах от 1479 г. Церковь города Гальже была построена в 1799—1801 годах.
В 14-м веке, регион Тахов насчитывал более ста сел. Несколько важных боев Гуситских войн проходили по всему региону Тахова. Позже регион находился под властью Габсбургов с 16-го века. После смерти короля Венгрии и Чехии Людовика II в битве при Мохаче в 1526 году, Эрцгерцог Фердинанд Австрийский стал королем Венгрии и Чехии, а данные земли стали составной частью Габсбургской монархии. В 1919 году, после Первой Мировой Войны вся Богемия стала основой новой страны Чехословакии.
Регион Тахов отошёл к Германии в 1938-м году. После Мюнхенского соглашения в 1938 году, приграничные районы Чехии населенные преимущественно этническими немцами (Судетами) были присоединены к Германии — это был единственный случай в Богемской истории, когда её территория была разделена.

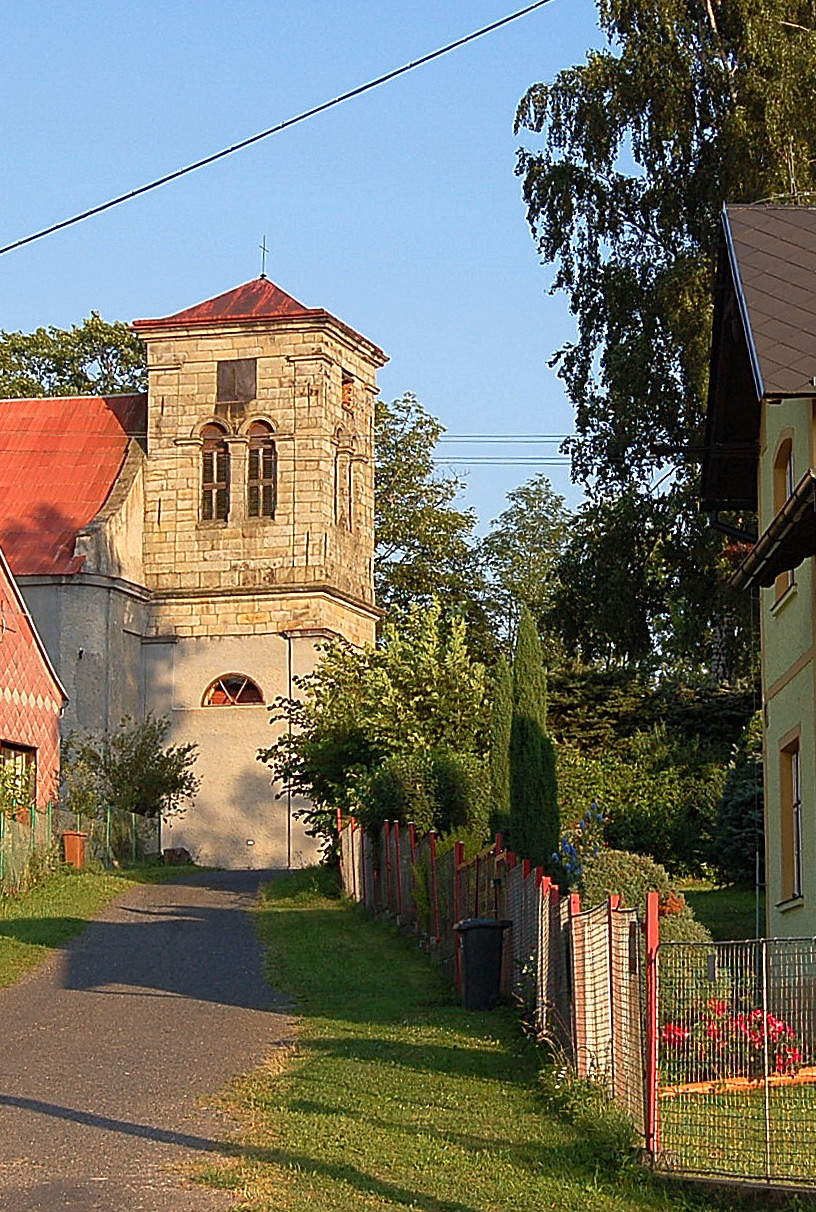
Местная церковь

В 1946 году большинство немецкоязычных жителей, которые в основном находились в селе Халса и на территории Тахова, было выселено. После войны площадь данного региона была лишь частично заселена.
После Бархатной революции (1989 г.) немецкие компании запустили заводы чтобы использовать дешёвую рабочую силу.

## Другие города в Таховском мини-районе
- Константинове Бани, Розвадов, Стрибро, Кладрубри, Трпистри, Мильире, Тахов.

## Население
| Год  | Численность | Численность |
| ---- | ----------- | ----------- |
| 1869 | 2863        | [ 6 ]       |
| 1880 | 2394        | [ 6 ]       |
| 1890 | 2427        | [ 6 ]       |
| 1900 | 2479        | [ 6 ]       |
| 1910 | 2530        | [ 6 ]       |
| 1921 | 2404        | [ 6 ]       |
| 1930 | 2264        | [ 6 ]       |
| 1950 | 636         | [ 6 ]       |
| 1961 | 543         | [ 6 ]       |
| 1970 | 621         | [ 6 ]       |
| 1980 | 674         | [ 6 ]       |
| 1991 | 779         | [ 6 ]       |
| 2001 | 899         | [ 6 ]       |
| 2014 | 957         | [ 7 ]       |
| 2016 | 960         | [ 8 ]       |
| 2017 | 962         | [ 9 ]       |
| 2018 | 959         | [ 10 ]      |
| 2019 | 941         | [ 11 ]      |
| 2020 | 940         | [ 12 ]      |
| 2021 | 960         | [ 13 ]      |
| 2022 | 967         | [ 14 ]      |
| 2023 | 1054        | [ 15 ]      |
| 2024 | 1078        | [ 4 ]       |